# Ixodes ochotonae
Ixodes ochotonae este o specie de căpușe din genul Ixodes, familia Ixodidae, descrisă de Charles Stuart Gregson în anul 1941. Conform Catalogue of Life specia Ixodes ochotonae nu are subspecii cunoscute.